# Carl Gustaf von Brinkman
Pour les articles homonymes, voir Brinkman.
Carl Gustaf von Brinkman (ou Karl Gustav Brinckmann, obtenant la particule von dès 1808) est un diplomate et écrivain suédois. Né le 25 février 1764 à Nacka, il est décédé le 25 décembre 1847 à Stockholm.

## Biographie
Secrétaire de légation à Dresde (1792), chargé d'affaires à Paris (1798) puis à Berlin, ministre plénipotentiaire à Londres (1807), il est nommé conseiller d'état en 1810.
Membre de l'Académie de Suède (1828-1847).

## Œuvres
Il est surtout connu pour sa correspondance avec Madame de Staël. On lui doit aussi des poésies (Vitterhets-försök) publiées sous le pseudonyme de Selmar (2 vol, 1789).
- Aperçus philosophiques (1801)